# Chikkenahalli, Magadi
Chikkenahalli là một làng thuộc tehsil Magadi, huyện Ramanagara, bang Karnataka, Ấn Độ.